# Bodkovci
Bodkovci este o localitate din comuna Juršinci, Slovenia, cu o populație de 106 locuitori.